# Acta Oncologica
Acta Oncologica est un journal d'oncologie clinique et des disciplines liées. Il accepte des articles provenant de tous les domaines de la recherche clinique sur le cancer, depuis la recherche fondamentale appliquée au cancer jusqu'aux aspects infirmiers ou psychologiques du cancer clinique. Les articles traitant de pathologie tumorale, d'oncologie et de biologie expérimentale, d'épidémiologie du cancer, ou de physique nucléaire médicale sont les bienvenus pour autant qu'ils aient un intérêt ou un but clinique. En plus des articles de recherche soumis, des articles de revue sont publiés régulièrement.
Acta Oncologica est le journal officiel des sociétés d'oncologie de 5 pays nordiques (Danemark, Finlande, Islande, Norvège, Suède). Les membres du comité éditorial représentent ces sociétés. Cependant, plus de 50 % des articles soumis émanent de pays non-nordiques.